# Джонсон, Бен (легкоатлет)
Бенджамин Синклер (Бен) Джонсон (англ. Benjamin Sinclair "Ben" Johnson; род. 30 декабря 1961, Трелони, Корнуолл) — канадский легкоатлет (бег), дисквалифицированный за применение запрещённых препаратов.

## Биография
Родился в городе Фалмут (округ Трилони, Ямайка). В 1976 году эмигрировал из Ямайки в Канаду.
Бронзовый призёр Олимпийских игр 1984 года — бег на 100 м, эстафета 4×100 м.
С 1985 года стал мировым лидером в беге на 100 м, потеснив Карла Льюиса.
В 1987 году победил на чемпионате мира с мировым рекордом — 9,83.
24 сентября 1988 года на Олимпийских играх выиграл финальный забег, превысив мировой рекорд — 9,79; через 3 дня был дисквалифицирован за применение анаболического стероида станозолола. В 2009 году заявил, что получил признание Андрэ Джексона, друга семьи Карла Льюиса, что тот подмешал стероиды в пиво, которое Джонсон пил непосредственно перед сдачей допинг-пробы; на самом же деле Джонсон использовал неизвестный антидопинговым службам стероид фуразобол, разработанный в ГДР.
В 1989 году во время судебного разбирательства признал, что употреблял допинг с 1981 года; был лишён титула чемпиона мира, а его мировые рекорды (100 м и 60 м в зале) были аннулированы.
В 1991 году после дисквалификации вернулся в большой спорт. В марте 1993 года вновь был дисквалифицирован — пожизненно.